# Ham Si-hyun
Ham Si-hyun, née le 29 novembre 1969 à Séoul et morte le 16 janvier 2021, est une chimiste sud-coréenne, spécialisée dans les mécanismes de niveau biomoléculaire associés aux maladies humaines et aux fonctions cellulaires. Dans le cadre de son laboratoire, elle intervient principalement sur la dynamique et la thermodynamique des agrégations de protéines, sur les interactions protéine-protéine et protéine-ADN, en se basant sur la modélisation et la chimie numérique. 

## Études
Ham Si-hyun entame ses études de chimie à l'université féminine de Sookmyung où elle obtient un baccalauréat universitaire ès sciences en 1991. Elle soutient son doctorat à l'université Texas Tech en 1998, puis effectue un cursus post-doctoral jusqu'en 2000 à l'université de Washington.

## Carrière universitaire
Ham Si-hyun a enseigné dans de nombreuses universités, en tant qu'enseignante-chercheuse (Université de Séoul, 2001-2003) ou comme professeur-invitée principalement pendant les vacances universitaires coréennes (Institut de science moléculaire d'Okazaki, 2009-2010 ; Université Harvard, 2010 ; National Institute of Health de Bethesda, 2011 ; Université de Californie à Santa Barbara, 2014 ; Université des sciences et techniques de Hong Kong, 2014 et Université américaine de Beyrouth, 2018). Toutefois elle a accompli l'essentiel de sa carrière dans son université d'origine, l'université féminine de Sookmyung, où elle a gravi les échelons depuis un poste de professeur-assistante en 2003, puis comme titulaire de la chaire de chimie de 2007 à 2009, puis comme professeur depuis 2012. 

## Travaux
Ham Si-hyun a travaillé sur l'agrégation des protéines et leur lien avec la maladie d'Alzheimer et l'encéphalopathie spongiforme bovine.

## Distinctions
- Membre de la Royal Society of Chemistry, 2016[5]
- Prix du scientifique du mois du gouvernement coréen, 2016[5]
- Prix des femmes scientifiques de l’année du gouvernement coréen, 2014[5]
- Prix du conférencier distingué de la Société de chimie du Japon, 2009[5]
- Prix d’excellence en recherche de l’Université féminine de Sookmyung, 2009-2017[5]